# Ierland op de Olympische Zomerspelen 1968
Ierland nam deel aan de Olympische Zomerspelen 1968 in Mexico-Stad, Mexico. In tegenstelling tot de vorige editie werd er dit keer geen medaille gewonnen.

## Deelnemers en resultaten

### Atletiek
| Olympiër     | Discipline            | Resultaat | Prestatie                |
| ------------ | --------------------- | --------- | ------------------------ |
| Noel Carroll | 400m (m)              | 37e       | serie 6: 6de in 46,83    |
| Noel Carroll | 800m (m)              | 19e       | serie 3: 3de in 1.49,0   |
| Frank Murphy | 1500m (m)             | 34e       | serie 5: 10de in 3.54,85 |
| Pat McMahon  | marathon (m)          | 12e       | 2:29.21                  |
| Mick Molloy  | marathon (m)          | 41e       | 2:48.13                  |
| John Kelly   | 50km snelwandelen (m) | DNF       | niet gefinisht           |

### Boksen
| Olympiër         | Discipline  | Resultaat | Prestatie |
| ---------------- | ----------- | --------- | --- |
| Brendan McCarthy | -51kg (m)   | 9e        | 1ste ronde: vrij 2de ronde: V van MEX Delgado: 0-5 |
| Mick Dowling     | -54kg (m)   | 5e        | 1ste ronde: vrij 2de ronde: W van GDR Juterzenka: scheidsrechterlijke beslissing 3de ronde: W van AUS Rakowski: gediskwalificeerd kwartfinale: V van JPN Morioka: 1-4 |
| Edward Tracey    | -57kg (m)   | 9e        | 1ste ronde: vW van JAM West: 4-1 2de ronde: V van MEX Roldán: 1-4 |
| Anthony Quinn    | -60kg (m)   | 9e        | 1ste ronde: vrij 2de ronde: W van CMR Bodia: knock-out 3de ronde: V van POL Grudzień: 1-4                                                                             |
| James McCourt    | -63,5kg (m) | 17e       | 1ste ronde: vrij 2de ronde: V van FRG Puzicha: 0-5 |
| Eamonn McCusker  | -71kg (m)   | 17e       | 1ste ronde: V van CUB Garbey: scheidsrechterlijke beslissing |

### Paardensport
| Olympiër                                                           | Discipline  | Resultaat | Prestatie          |
| Eventing                                                           | Eventing    | Eventing  | Eventing           |
| ------------------------------------------------------------------ | ----------- | --------- | ------------------ |
| Thomas Brennan                                                     | individueel | DNF       | niet gefinisht     |
| Juliet Jobling-Purser                                              | individueel | 7e        | 79,11 strafpunten  |
| Penelope Moreton                                                   | individueel | DNF       | niet gefinisht     |
| Diana Wilson                                                       | individueel | 26e       | 228,91 strafpunten |
| Thomas Brennan Juliet Jobling-Purser Penelope Moreton Diana Wilson | team        | 7e        | 243,53 strafpunten |

### Schermen
| Olympiër                                                       | Discipline      | Resultaat | Prestatie                                                                           |
| -------------------------------------------------------------- | --------------- | --------- | ----------------------------------------------------------------------------------- |
| Colm O'Brien                                                   | degen (m)       | 47e       | 1ste ronde groep 10: 4de met 2 overwinningen kwartfinale 5: 6de met 0 overwinningen |
| Michael Ryan                                                   | degen (m)       | 69e       | 1ste ronde groep 1: 6de met 0 overwinningen                                         |
| John Bouchier-Hayes Fionbarr Farrell Michael Ryan Colm O'Brien | degen team (m)  | 16e       | 1ste ronde groep 4: 4de met 0 overwinningen                                         |
| John Bouchier-Hayes                                            | floret (m)      | 49e       | 1ste ronde groep 6: 5de met 1 overwinning                                           |
| Fionbarr Farrell                                               | floret (m)      | 57e       | 1ste ronde groep 7: 5de met 0 overwinningen                                         |
| Michael Ryan                                                   | floret (m)      | 57e       | 1ste ronde groep 2: 5de met 0 overwinningen                                         |
| Fionbarr Farrell John Bouchier-Hayes Michael Ryan Colm O'Brien | floret team (m) | 16e       | 1ste ronde groep 5: 4de met 0 overwinningen                                         |
| John Bouchier-Hayes                                            | sabel (m)       | 36e       | 1ste ronde groep 6: 6de met 0 overwinningen                                         |
| Fionbarr Farrell                                               | sabel (m)       | 36e       | 1ste ronde groep 5: 7de met 0 overwinningen                                         |
| Colm O'Brien                                                   | sabel (m)       | 33e       | 1ste ronde groep 1: 6de met 1 overwinning                                           |
| Colm O'Brien Fionbarr Farrell Michael Ryan John Bouchier-Hayes | sabel team (m)  | 9e        | 1ste ronde groep 2: 3de met 0 overwinningen                                         |

### Schietsport
| Olympiër       | Discipline | Resultaat | Prestatie  |
| -------------- | ---------- | --------- | ---------- |
| Gerry Brady    | skeet      | 38e       | 180 punten |
| Arthur McMahon | skeet      | 47e       | 170 punten |
| Dermot Kelly   | trap       | 47e       | 175 punten |

### Wielersport
| Olympiër      | Discipline       | Resultaat | Prestatie      |
| Weg           | Weg              | Weg       | Weg            |
| ------------- | ---------------- | --------- | -------------- |
| Peter Doyle   | wegwedstrijd (m) | DNF       | niet gefinisht |
| Morris Foster | wegwedstrijd (m) | DNF       | niet gefinisht |
| Liam Horner   | wegwedstrijd (m) | DNF       | niet gefinisht |

### Zwemmen
| Olympiër       | Discipline           | Resultaat | Prestatie              |
| -------------- | -------------------- | --------- | ---------------------- |
| Donnacha O'Dea | 100m vrije slag (m)  | 55e       | serie 1: 6de in 59,5   |
| Liam Ball      | 100m schoolslag (m)  | 19e       | serie 2: 4de in 1.12,1 |
| Liam Ball      | 200m schoolslag (m)  | 20e       | serie 3: 4de in 2.39,8 |
| Donnacha O'Dea | 100m vlinderslag (m) | 30e       | serie 4: 5de in 1.02,8 |
| Donnacha O'Dea | 200m wisselslag (m)  | 40e       | serie 2: 5de in 2.36,6 |
|                |                      |           |                        |
| Ann O'Connor   | 100m schoolslag (v)  | 21e       | serie 2: 4de in 1.21,1 |
| Ann O'Connor   | 200m schoolslag (v)  | 18e       | serie 5: 4de in 2.56,4 |
| Vivienne Smith | 100m vlinderslag (v) | 21e       | serie 2: 6de in 1.13,1 |
| Vivienne Smith | 200m vlinderslag (v) | 11e       | serie 2: 2de in 2.39,7 |

Afghanistan · Algerije · Amerikaanse Maagdeneilanden · Argentinië · Australië · Bahama's · Barbados · België · Bermuda · Birma · Bolivia · Bondsrepubliek Duitsland · Brazilië · Brits-Honduras · Bulgarije · Canada · Centraal-Afrikaanse Republiek · Ceylon · Chili · Colombia · Congo-Kinshasa · Costa Rica · Cuba · Denemarken · Dominicaanse Republiek · Duitse Democratische Republiek · Ecuador · El Salvador · Ethiopië · Fiji · Filipijnen · Finland · Frankrijk · Ghana · Griekenland · Groot-Brittannië · Guatemala · Guinee · Guyana · Honduras · Hongarije · Hongkong · Ierland · IJsland · India · Indonesië · Irak · Iran · Israël · Italië · Ivoorkust · Jamaica · Japan · Joegoslavië · Kameroen · Kenia · Koeweit · Libanon · Libië · Liechtenstein · Luxemburg · Madagaskar · Maleisië · Mali · Malta · Marokko · Mexico · Monaco · Mongolië · Nederland · Nederlandse Antillen · Nicaragua · Nieuw-Zeeland · Niger · Nigeria · Noorwegen · Oeganda · Oostenrijk · Pakistan · Panama · Paraguay · Peru · Polen · Portugal · Puerto Rico · Roemenië · San Marino · Senegal · Sierra Leone · Singapore · Soedan · Sovjet-Unie · Spanje · Suriname · Syrië · Taiwan · Tanzania · Thailand · Trinidad en Tobago · Tunesië · Turkije · Tsjaad · Tsjecho-Slowakije · Uruguay · Venezuela · Verenigde Arabische Republiek · Verenigde Staten · Vietnam · Zambia · Zuid-Korea · Zweden · Zwitserland